# Karen Grassle
Karen Trust Grassle (Berkeley, Califòrnia, Estats Units, 25 de febrer de 1942) és una actriu estatunidenca, coneguda principalment pel seu paper de Caroline Ingalls, l'esposa d'en Charles Ingalls, personatge interpretat per Michael Landon, a la sèrie de televisió Little House on the Prairie.

## Biografia
Filla de l'amo d'una gasolinera i d'una administradora d'un restaurant, es graduà a l'institut de secundària l'any 1959 i es matriculà a la Universitat de Califòrnia, graduant-se el 1965 en anglès i en art dramàtic. Va rebre llavors una beca per al Royal Academy of Dramatic Art de Londres.

## Feines
El seu primer treball com a actriu a la ciutat de Nova York fou en l'obra The Gingham Tree. El 1974 fou seleccionada pel paper que més tard li proporcionaria una popularitat mundial, l'abnegada mare de la sèrie Little House on the Prairie, que va interpretar fins al 1982.
Després de la finalització de la sèrie, va continuar actuant en teatre, i és cofundadora de la Companyia de Teatre de Santa Fe, de la qual a més és directora artística .
El 1985 protagonitzà la pel·lícula Between the Darkness and the Dawn, al costat d'Elizabeth Montgomery.
Resident a Califòrnia, el 2006 interpretà el paper protagonista de l'obra Driving Miss Daisy al Manitoba Theatre Centre de Winnipeg, Canadà.

## Vida personal
La Karen s'ha casat tres vegades: el seu primer marit fou l'actor Leon Russom. El 1982 es casà de nou després de divorciar-se amb J. Allen Radford, amb qui va adoptar a una nena anomenada, Lily. El 1991 es casà amb Scott T. Sutherland, un metge de qui es va divorciar l'any 2000. Actualment viu a San Francisco amb la seva filla.

## Filmografia
| Any     | Títol                             | Paper                | Notes           |
| ------- | --------------------------------- | -------------------- | --------------- |
| 1977    | Emily, Emily                      | Terry                |                 |
| 1978    | The President's Mistress          | Donna Morton         |                 |
| 1978    | Battered                          | Susannah Hawks       | També guionista |
| 1979    | Crisis in Mid-Air                 | Betsy Culver         |                 |
| 1979    | Little House Years                | Caroline Ingalls     |                 |
| 1981    | Harry's War                       | Kathy                |                 |
| 1974–82 | Little House on the Prairie       | Caroline Ingalls     | 182 episodis    |
| 1983    | Cocaine: One Man's Seduction      | Barbara Gant         |                 |
| 1984    | Little House: The Last Farewell   | Caroline Ingalls     |                 |
| 1985    | Between the Darkness and the Dawn | Ellen Foster Holland |                 |
| 1994    | Wyatt Earp                        | Mrs. Sutherland      |                 |
| 2012    | Tales of Everyday Magic           | Tia Dorothy          |                 |